# オレクサンドリーヤ

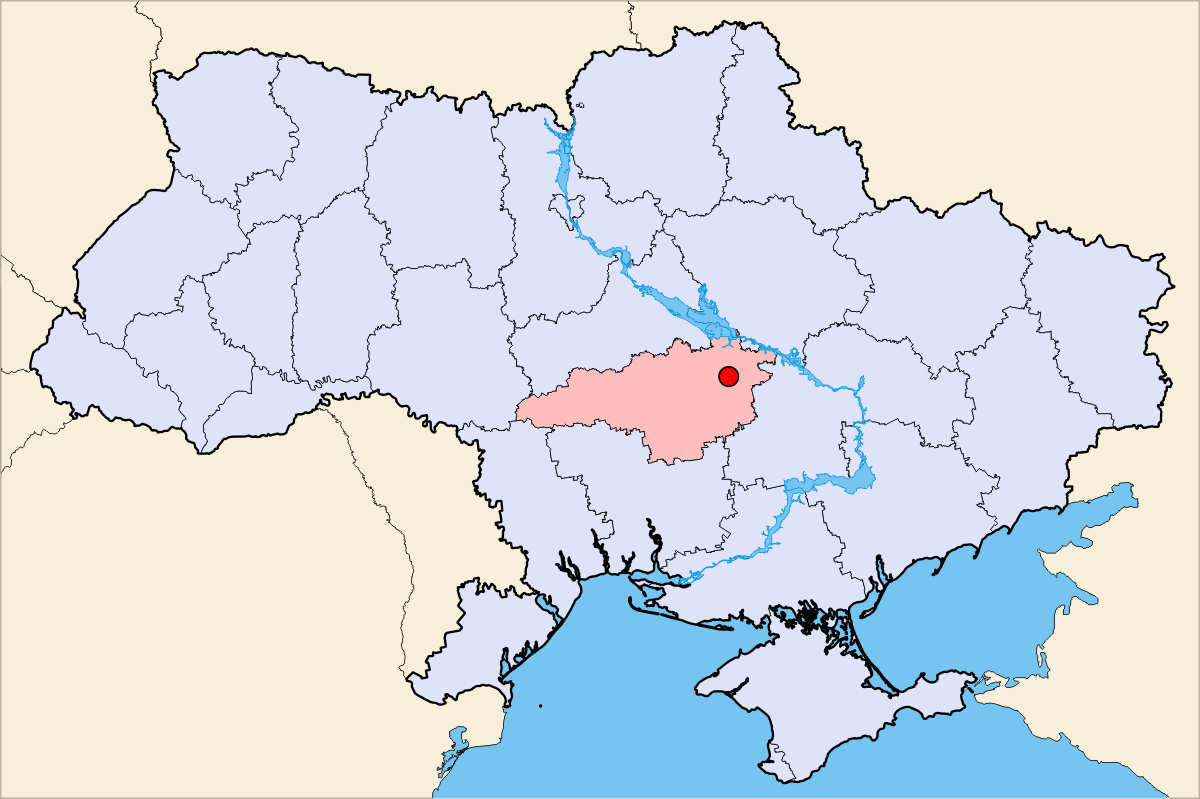
オレクサンドリーヤの位置

オレクサンドリーヤ（ウクライナ語:Олександріяオレクサンドリーヤ；アレクサンドリーヤ；ロシア語:Александрияアリクサンドリーヤ）は、ウクライナ・キロヴォフラード州の都市である。ドニエプル川の支流インフレツィ川沿に位置する。

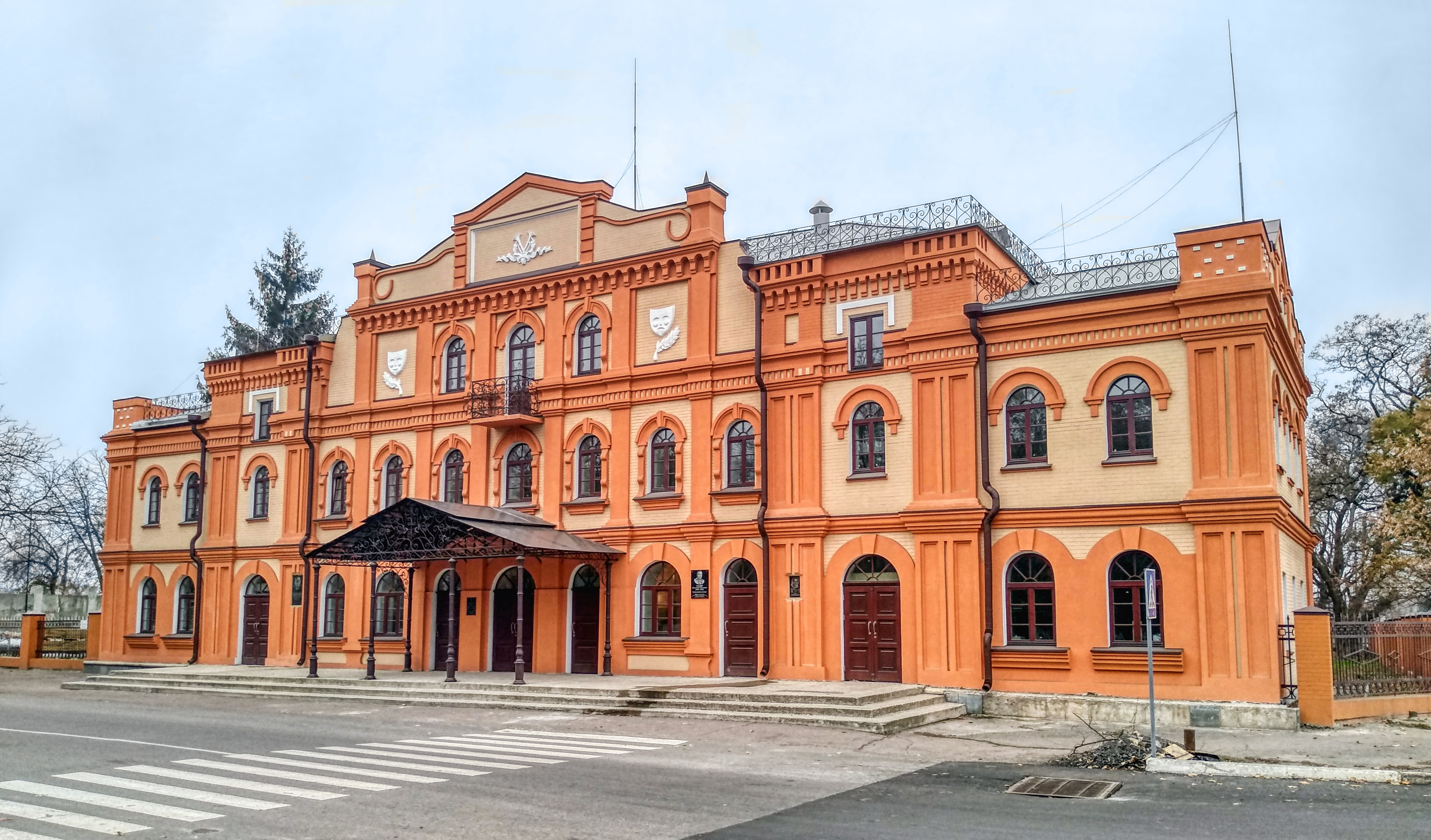
劇場

## 歴史
オレクサンドリーヤは、ウシーウカ(Усівкаウスィーウカ)として1754年に建設された。1784年には、当時のロシア帝国皇帝アレクサンドル1世に因んでアレクサンドリーヤに改称された  。1793年には738人、1858年には7,800人 、20世紀初頭には14,007人がここに住んでいました。 
1919年のソビエト・ウクライナ戦争中、アタマン・グリゴリエフ率いる反ボリシェヴィキ蜂起がアレクサンドリヤで勃発した Матвій Григорьєв) 。 1919年5月23日、赤軍は暴動を残酷に鎮圧した 。1932年から1933年のホロドモール時代に、市内の少なくとも1,729人の住民が殺害された 。 1941年8月6日から1943年12月6日まで、市はナチス・ドイツによって占領された。ウクライナ東部での戦争中、アレクサンドリヤの住民24人が殺害され、2017年の独立記念日にはその栄誉を讃えて三叉の槍を備えた十字架の形をした記念碑が建てられた 。ロシアによるウクライナへの全面侵攻中の2022年4月15日22時26分、ロシア軍は都市のインフラと空港を砲撃した。その後、キロヴォフラード州軍政長官アンドリー・ライコビッチとオレクサンドリヤ市長セルヒイ・クズメンコはテロ攻撃による死者と負傷者について報告した。

## データ
- 面積：55.0 km2
- 位置：北緯48度40分東経33度7分
- 人口：約105000 人

## 出身者
- レオニート・イヴァーノヴィチ・ポーポフ：ソ連の宇宙飛行士

## ギャラリー

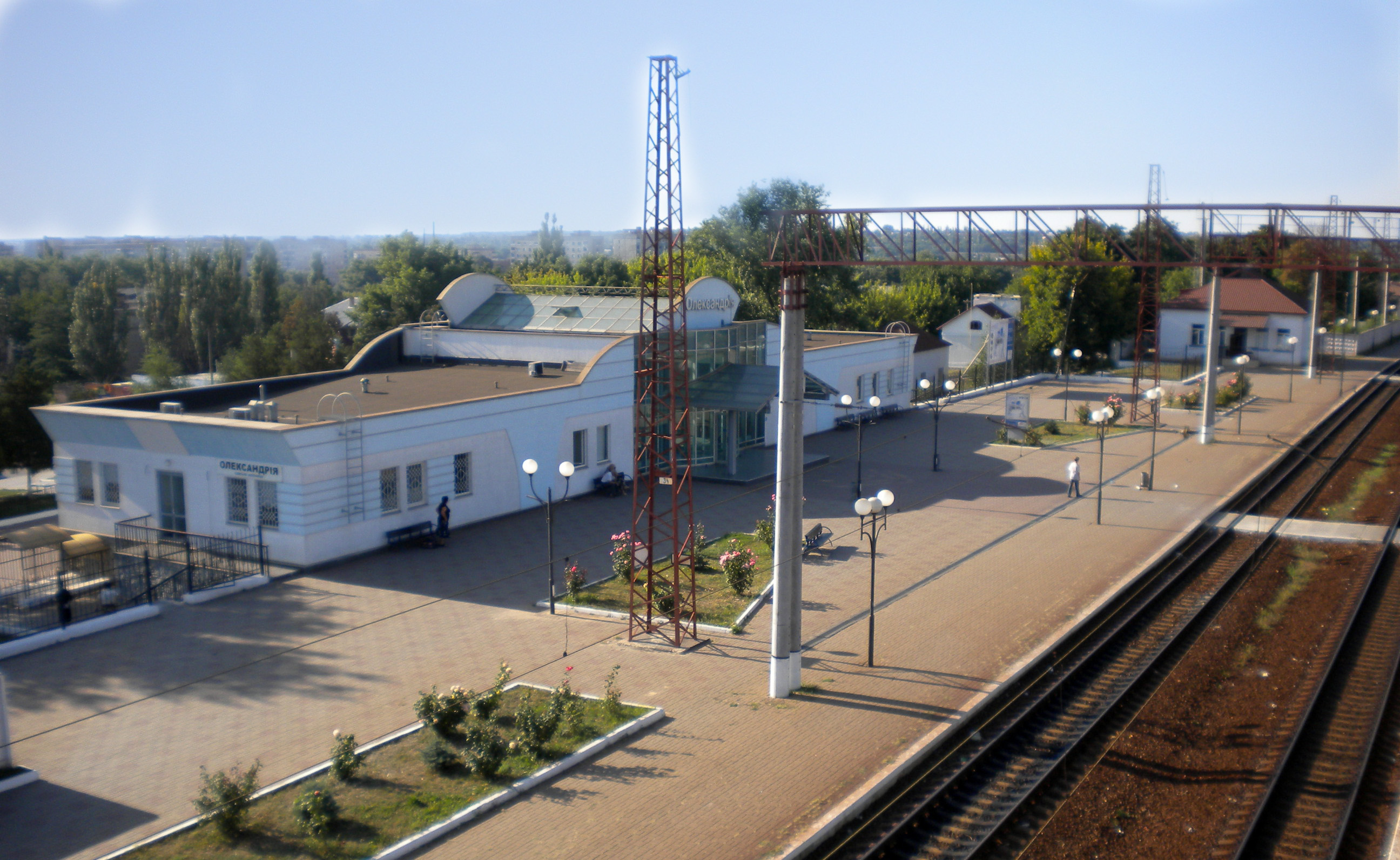
鉄道駅
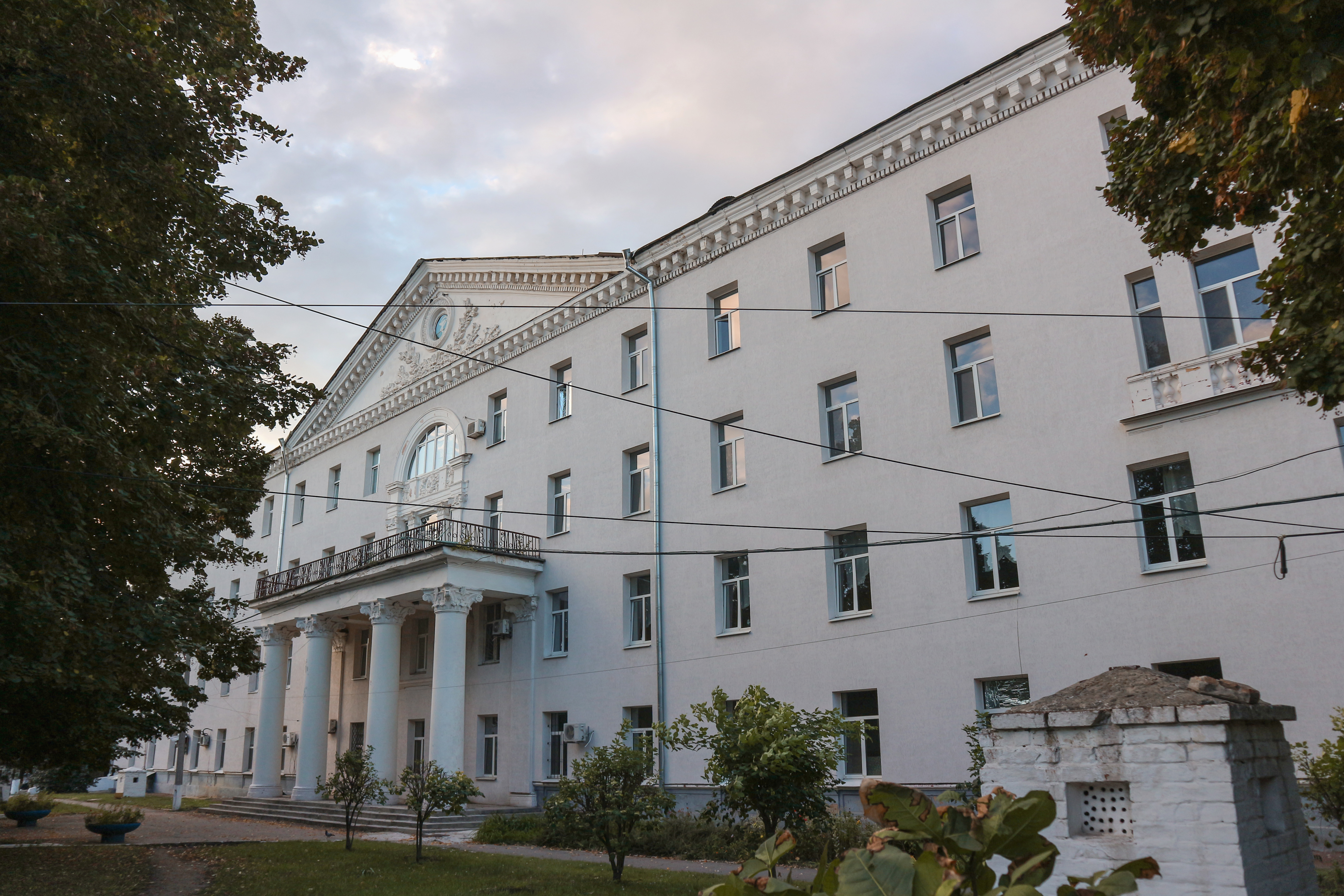
市立病院
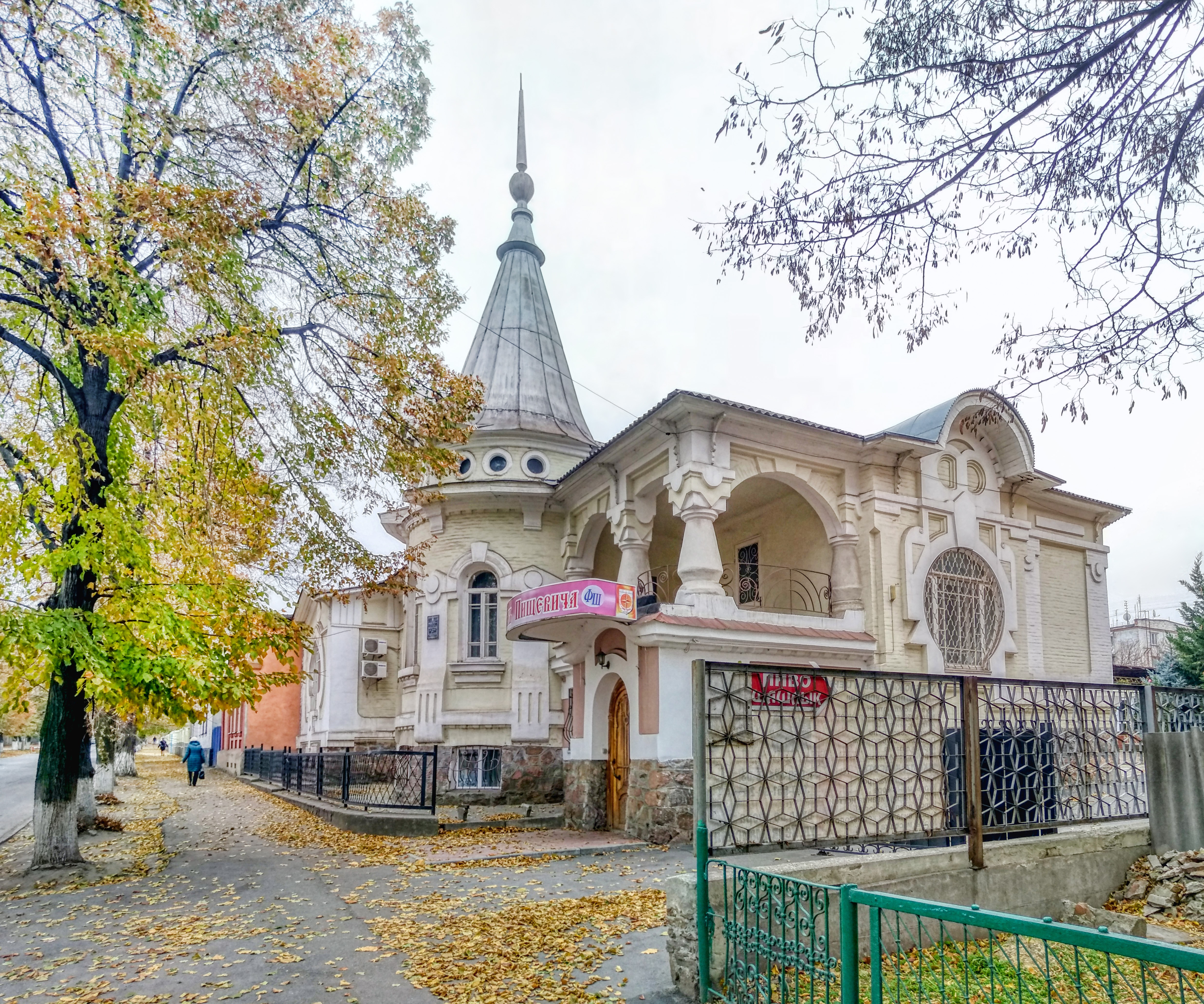
ピシチェヴィチの家
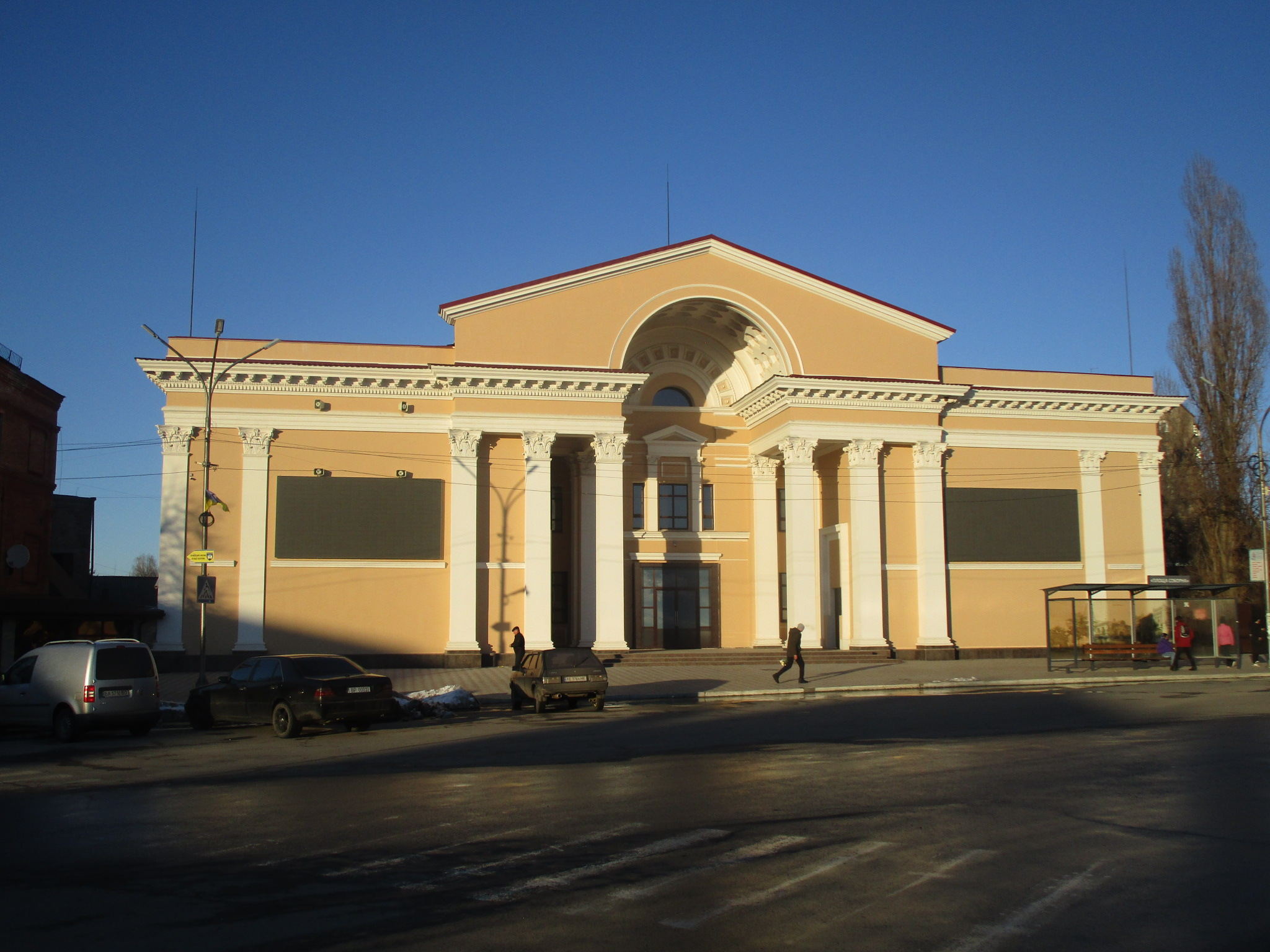
古い映画館
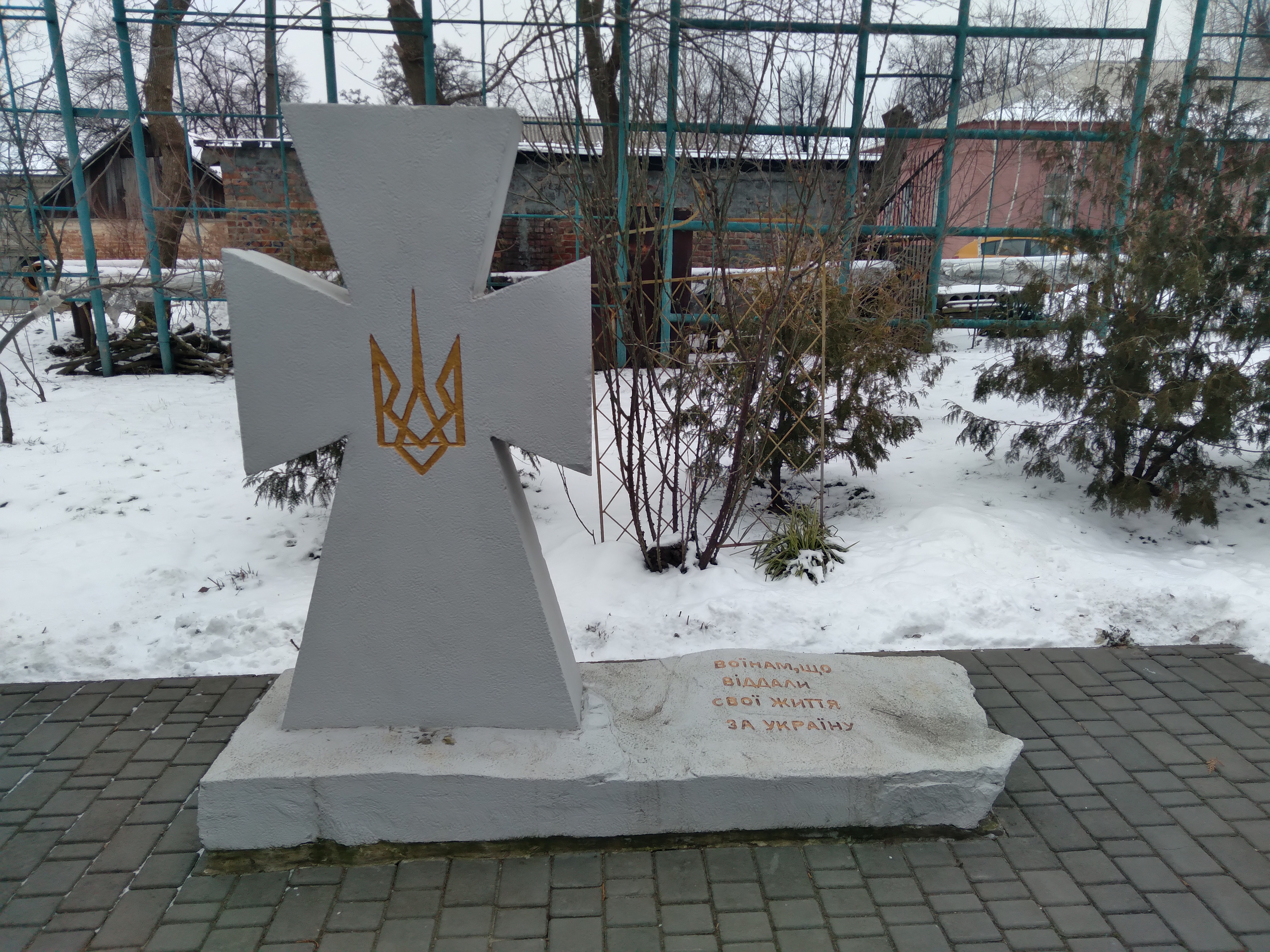
ロシア・ウクライナ戦争で戦死した英雄の記念碑
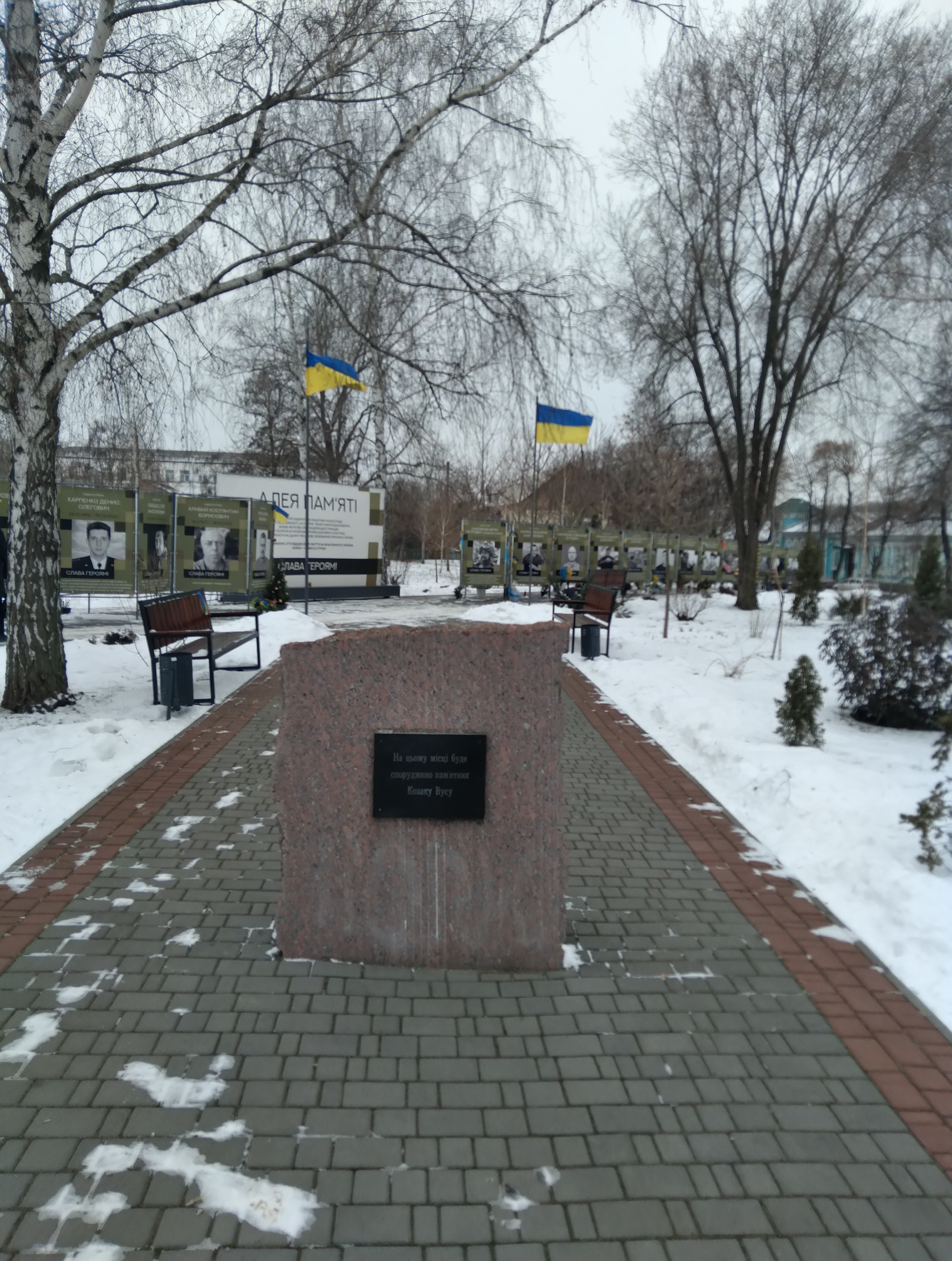
市の創設者を讃える記念碑
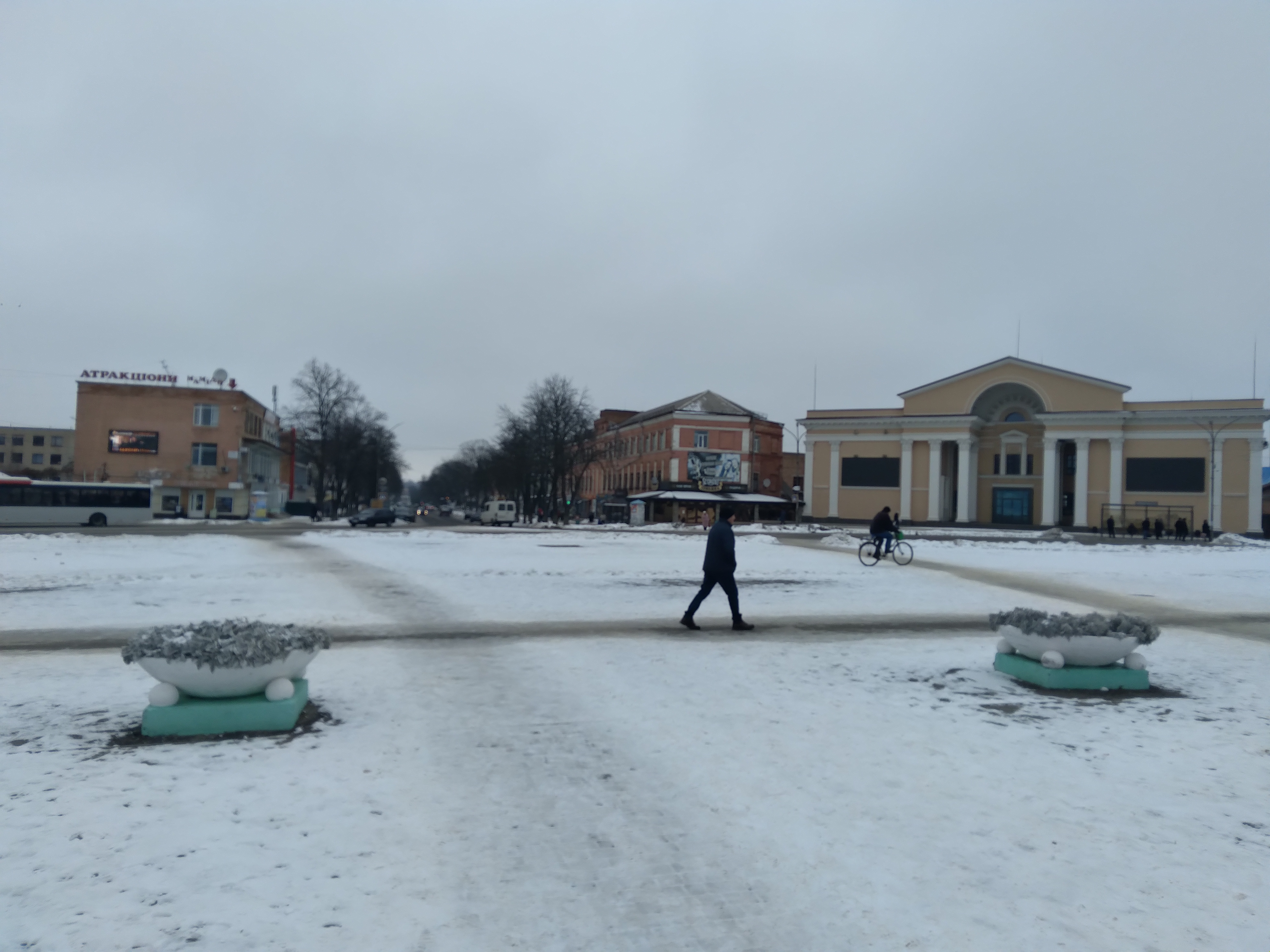
市内中心部
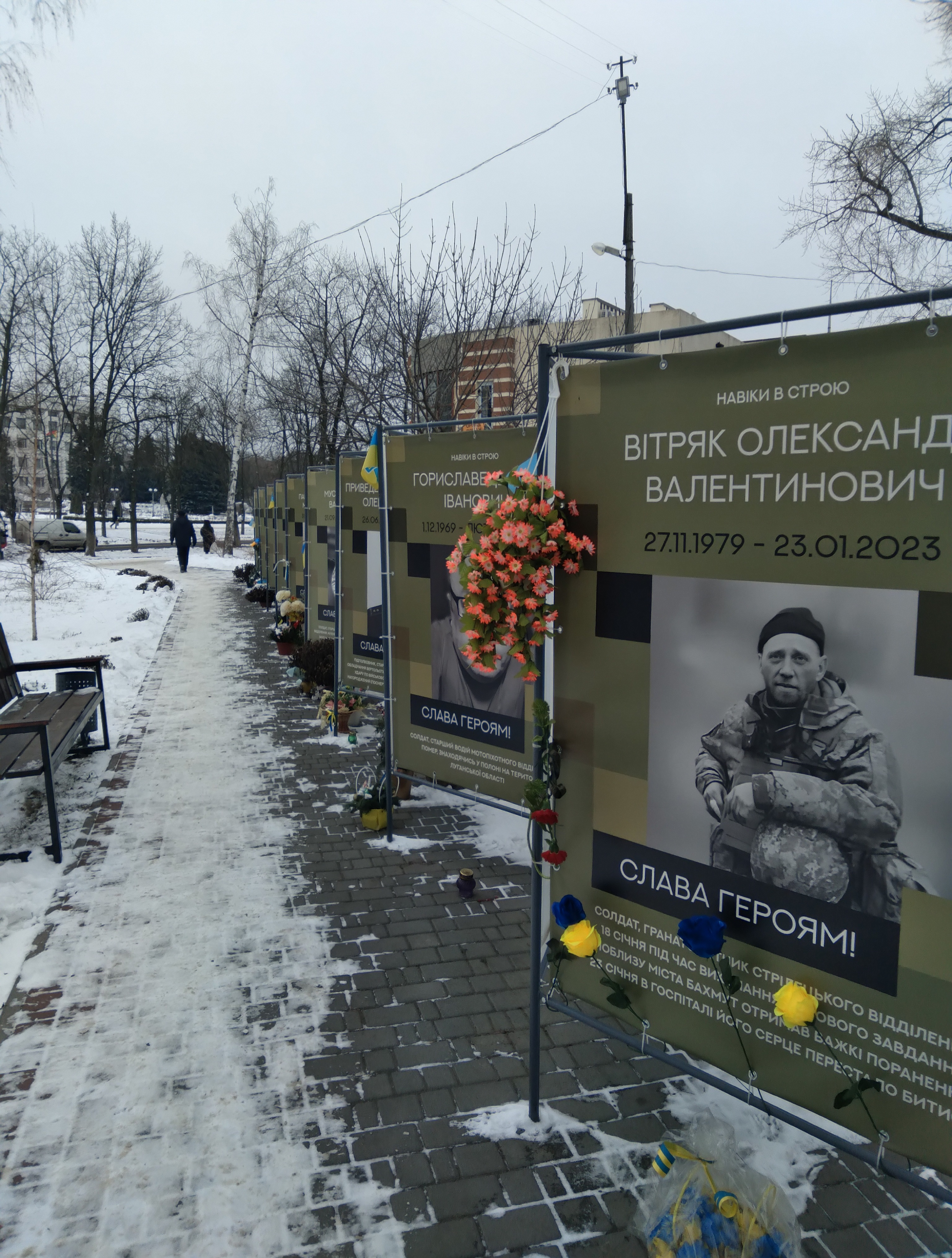
戦死した守備隊を讃える記憶の路地
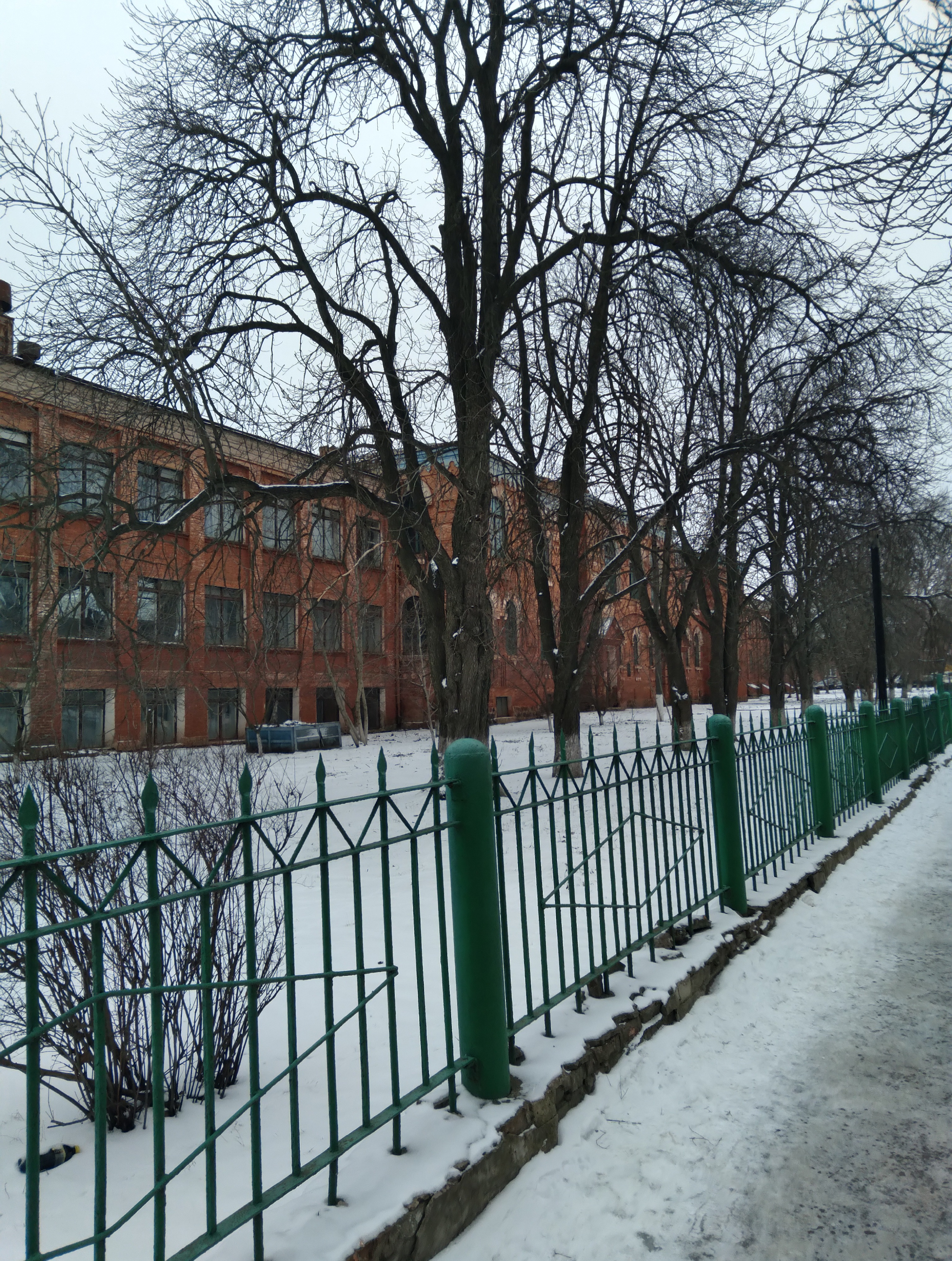
歴史的記念碑